# Marilândia do Sul
Marilândia do Sul é um município brasileiro do estado do Paraná.

## História
O início da povoação de Marilândia do Sul remonta aos anos de 1928 a 1931. A região que hoje constitui o município foi desbravada por pioneiros vindos de diversas regiões do Estado e do País, principalmente de Minas Gerais e São Paulo. Tudo era sertão. Após a derrubada das matas esses pioneiros faziam as roças de milho e a engorda de suínos. O nome do município significa terra de Maria, dado por devoção à Nossa Senhora das Dores. Criado através da Lei Estadual nº 790 de 14 de novembro de 1951, e instalado em 14 de dezembro de 1952, foi desmembrado de Apucarana.

## Geografia
Sua extensão territorial é de 384,424km² representando 0,1929 % do estado, 0,0682 % da região e 0,0045 % de todo o território brasileiro. Localiza-se a uma latitude 23°44'42" sul e a 43uma longitude 51°18'28" oeste, estando a uma altitude de 758 metros acima do nível do mar. Sua população estimada em 2005 era de 8.967 habitantes.[carece de fontes?]

### Demografia
Dados do Censo - 2000
População Total: 9.071
- Urbana: 6.089
- Rural: 2.982
- Homens: 4.622
- Mulheres: 4.449

Índice de Desenvolvimento Humano Municipal (IDH-M): 0,739
- IDH-Renda: 0,650
- IDH-Longevidade: 0,760
- IDH-Educação: 0,806

| Etnias  |       |
| ------- | ----- |
| Branca  | 81,7% |
| Parda   | 12,5% |
| Negra   | 4,1%  |
| Amarela | 1,7%  |

Fonte: IPARDES 2010

## Administração
- Prefeito: Walmir Peres (2025-2028)

## Turismo
- Castelo Eldorado
- Praça da Igreja Matriz
- Igreja Matriz Nossa Senhora das Dores (a igreja e uma das mais antigas do Norte do Estado, sendo suas janelas todas caracterizadas com vitrais bizantinos)
- Cachoeira da Fazenda Nossa Senhora de Fátima(popular Cachoeira dos Português)
- Instituto Bíblico Maranata
- Ruínas da Antiga Estação
- Sepultura do Fundador do Município Santiago Lopes José
- Praça da Cenoura